# Бонаджунта де Медичи
Бонаджунта де Мèдичи (на италиански: Bonagiunta de' Medici; † 1226) е флорентински политик от Дом Медичи.

## Произход
Той е син на Джамбуоно де Медичи (* ок. 1131 или 1140, † 1192), който е считан за родоначалник на Дом Медичи. Има един брат – Киарисимо I (* ок. 1167, † 1210), флорентински политик, от когото произхождат основните клонове на сем. Медичи. 

## Биография
Документиран е през 1216 г. като общински съветник (т.е. влиза в състава на Градския съвет – Сеньория) и през 1221 г. като свидетел на акт. 

## Потомство
Има двама сина от неизвестна жена:
- Уго де Медичи (*/† неизв.), кредитор на пфалцграф Гуидо Гуера. ∞ в сред. на века за Диалта ди Сколайо дела Тоза от престижната благородническа фамилия Дела Тоза, с която линията на Бонаджунта влиза в брачен съюз. Има двама сина:
  - Сколайо де Медичи (док. 1269), сред „старейшините“ на Партията на гвелфите (1267– 1268 г.).
  - Гано (или Галгано) де Медичи (док. 1269). През 1269 г. той и брат му Сколайо, все още собственици на кулата Сан Томазо, са компенсирани за щетите, нанесени от гибелините на техните имоти на Стария пазар (Меркато Векио).
- Галгано де Медичи (*/† неизв.), кредитор на пфалцграф Гуидо Гуера.